# Andwil (Birwinken)
Andwil (toponimo tedesco) è una frazione del comune svizzero di Birwinken, nel Canton Turgovia (distretto di Weinfelden).

## Storia

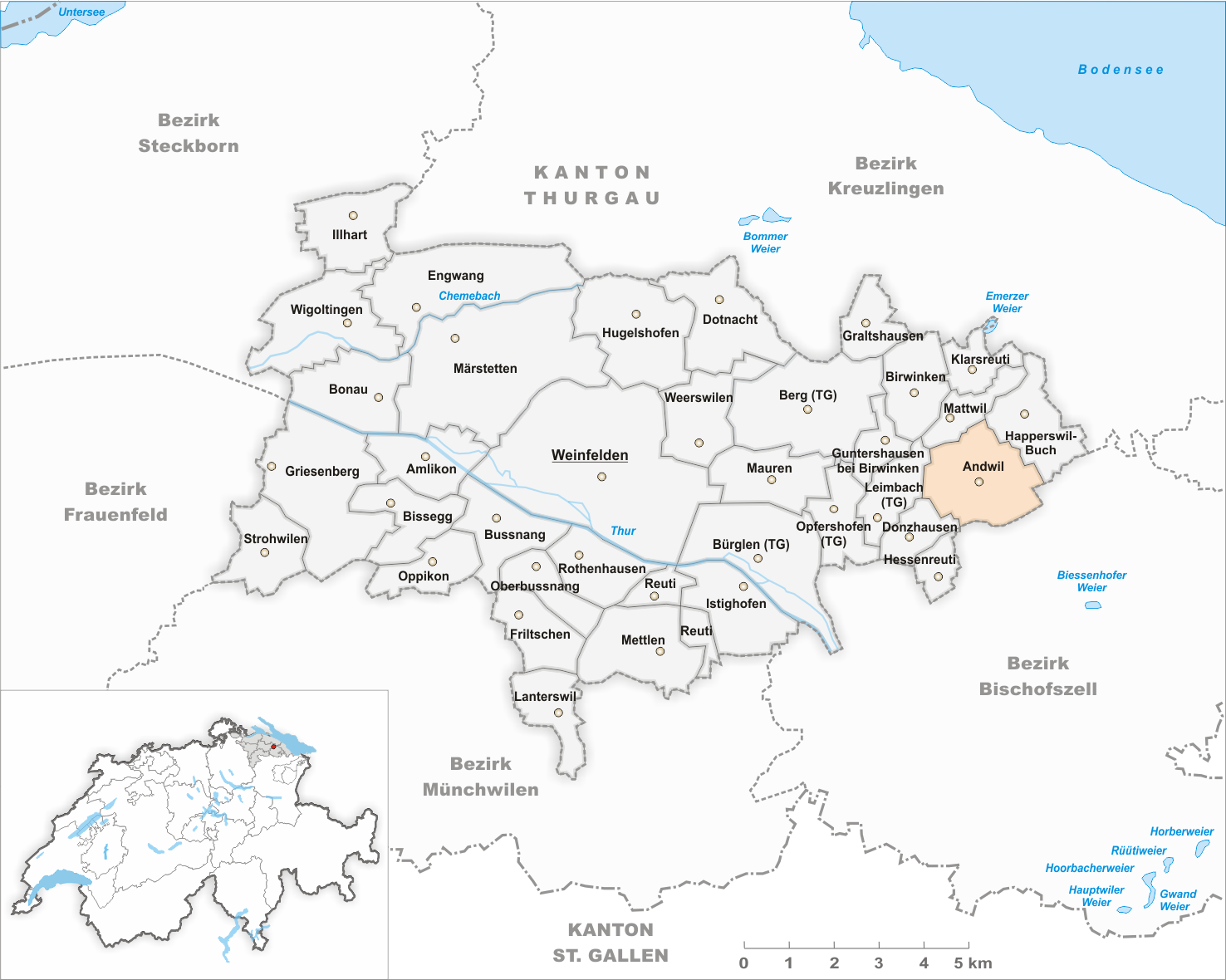
Il territorio del comune di Andwil prima degli accorpamenti comunali del 1995

Già comune autonomo (Ortsgemeinde) che comprendeva anche le frazioni di Eckartshausen, Guggenbühl, Heimenhofen, Lenzenhaus e Ober-Andwil, nel 1995 è stato aggregato al comune di Birwinken assieme agli altri comuni soppressi di Happerswil-Buch, Klarsreuti e Mattwil.

## Monumenti e luoghi d'interesse

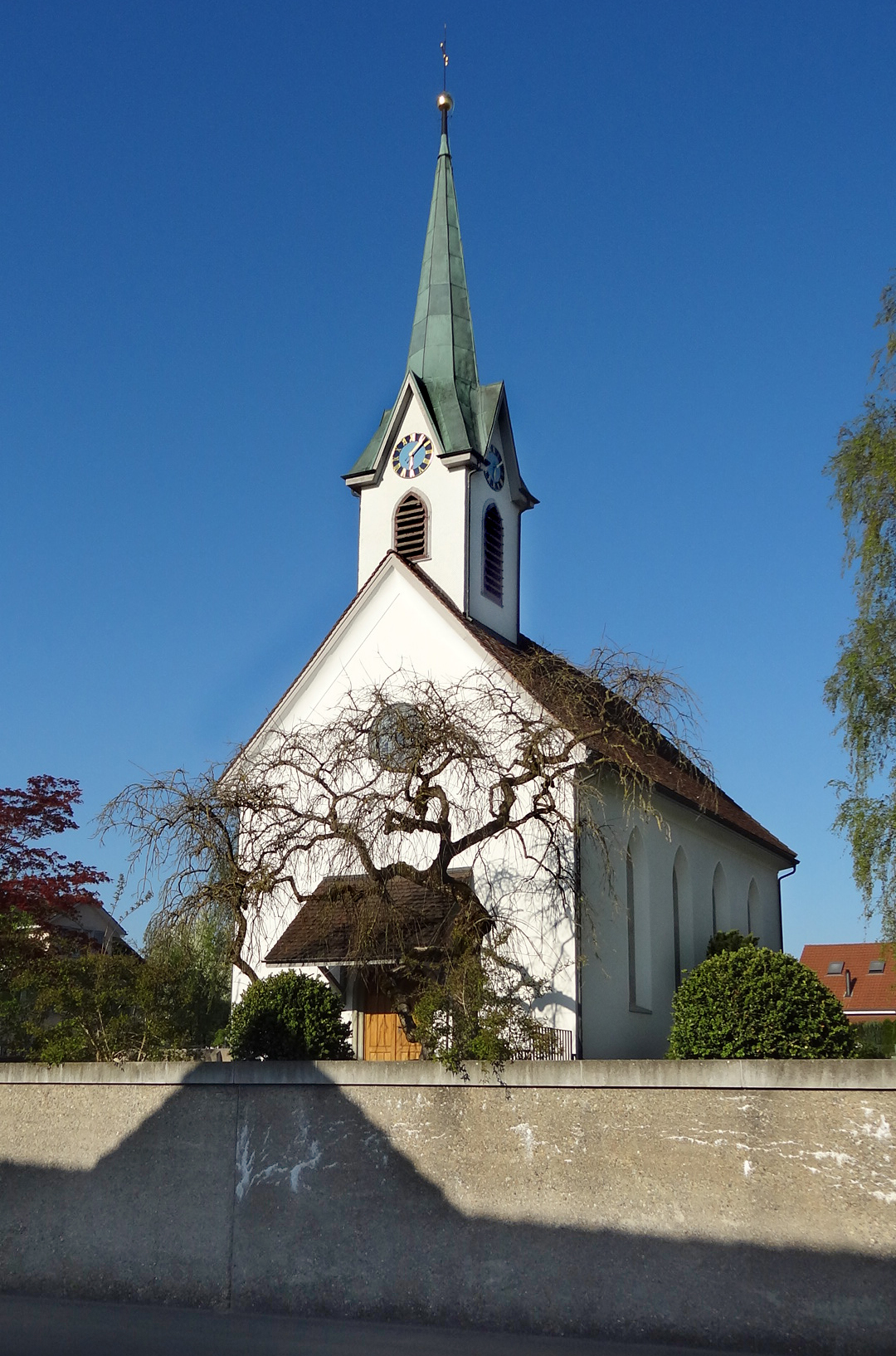
La chiesa riformata

- Chiesa riformata, attestata dal 1350[1].

## Società

### Evoluzione demografica
L'evoluzione demografica è riportata nella seguente tabella:
Abitanti censiti

## Amministrazione
Ogni famiglia originaria del luogo fa parte del cosiddetto comune patriziale e ha la responsabilità della manutenzione di ogni bene ricadente all'interno dei confini della frazione.